# Wilhelm R. Schmidt
Wilhelm Richard Schmidt (* 8. März 1947 in Lennep) ist ein deutscher Bibliothekar und Lokalhistoriker.

## Leben und Wirken
Nach seiner Reifeprüfung am Röntgen-Gymnasium Remscheid 1966 studierte Wilhelm R. Schmidt an der Universität Gießen vor allem Philosophie, Literaturwissenschaft, Geschichte und Germanistik an der Universität Gießen. 1973 legte er die Magisterprüfung ab. Bis 1980 war er wissenschaftlicher Mitarbeiter am Zentrum für Philosophie der Universität Gießen; dort promovierte er 1980 bei Odo Marquard über die Geschichtsphilosophie von Giambattista Vico. Seine Tätigkeit an der Universität Gießen bezog sich zum einen auf die Mitarbeit am „Historischen Wörterbuch der Philosophie“, zum anderen an der Gesamtausgabe der Werke Helmuth Plessners. Im gleichen Jahr trat er als Bibliotheksreferendar an der Universitäts- und Landesbibliothek Darmstadt in die Ausbildung für den höheren Bibliotheksdienst ein und absolvierte 1982 die Fachprüfung hierfür an der Bibliotheksschule Frankfurt am Main. Von 1983 bis 1985 war Schmidt als wissenschaftlicher Bibliothekar an der Deutschen Bibliothek in Frankfurt am Main. tätig, 1985 wurde er stellvertretender Direktor der Stadtbibliothek Hannover. Im Jahre 1989 wechselte er an die Stadt- und Universitätsbibliothek Frankfurt. Dort war er (seit 1991 als Bibliotheksdirektor) Leiter der Benutzungsabteilung, Ausbildungsleiter und bis 2012 stellvertretender Direktor. Im Nebenamt unterrichtete er an der Bibliotheksschule Frankfurt und außerdem Gastdozent für Buch- und Medienpraxis an der Universität Frankfurt.
Schmidt war langjähriger Herausgeber der „Bibliographie der deutschen Sprach- und Literaturwissenschaft“. Vor allem während seines Ruhestands widmete er sich der Geschichte des Bergischen Landes und der Stadt Remscheid, insbesondere dem Stadtteil Lennep.

## Veröffentlichungen (Auswahl)
- (Mithrsg.): Helmuth Plessner. Gesammelte Schriften. Bd. 1: Frühe philosophische Schriften. Suhrkamp, Frankfurt/M. 1980, ISBN 3-518-06520-3.
- Die Geschichtsphilosophie G. B. Vicos. Mit einem Anhang zu Hegel (= Epistemata, Reihe Philosophie, Bd. 9). Königshausen + Neumann, Würzburg 1982, ISBN 3-88479-050-1.
- (Bearb., mit Sabine Homilius): Franz Lennartz. Zeitgenosse und Sammler, Lexikograph und Feuilletonist. Begleitbuch zur Ausstellung der Stadt- und Universitätsbibliothek Frankfurt am Main. Frankfurt/M. 1995, ISBN 978-3-88131-079-6.
- Mikroverfilmung als Bestandssicherung. Erfahrungen an einer Universitätsbibliothek. In: ABI-Technik, Bd. 15 (1995), S. 401–413.
- (Mitautor): Die Kolonialbildsammlung der Stadt- und Universitätsbibliothek Frankfurt am Main. In: ABI-Technik, Bd. 20 (2000), H. 1, S. 41–48.
- (Hrsg.): Albert Schmidt – Baumeister, Ingenieur, Architekt (1841–1932). Ein Leben in der bergischen Kreisstadt Lennep von ihm selbst erzählt. Schmidt, Gießen 2000.
- (mit Irmtraud Dietlinde Wolcke-Renk): Deutsch-Südwest-Afrika. Fotos aus der Kolonialzeit 1884–1918. Sutton, Erfurt 2001, ISBN 3-89702-346-6.
- Nationale und internationale Kooperationsprojekte der Bestanderhaltung der Stadt- und Universitätsbibliothek Frankfurt am Main. In: Margit Rützel-Banz (Hrsg.): Bibliotheken – Portale zum globalen Wissen (= Zeitschrift für Bibliothekswesen und Bibliographie, Sonderhefte, Bd. 81). Klostermann, Frankfurt/M. 2001, S. 115–121, ISBN 3-465-03159-8.
- Remscheid-Lennep. Bildband. Sutton, Erfurt 2004, ISBN 978-3-89702-769-5.
- Lennep – am Mollplatz. Zur Geschichte eines Areals zwischen 1830 und 1970. Sutton, Erfurt 2005, ISBN 978-3-89702-859-3.
- Aus dem alten Lennep. Sagen und Erzählungen, Geschichten und Geschichtliches. Sutton, Erfurt 2007, ISBN 3-86680-231-5.
- Ein halbes Jahrhundert Eppelsheimer-Köttelwesch. Entstehung und Entwicklung der „Bibliographie der deutschen Sprach- und Literaturwissenschaft“ an der Johann Wolfgang Goethe-Universität Frankfurt am Main. In: Buch und Bibliothek, Bd. 59 (2007), H. 6, S. 468–471.
- Albert Schmidt. Ein bergischer Baumeister. Sutton, Erfurt 2008, ISBN
- 1848 – Flugschriften im Netz. Materialien zur Revolution von 1848 in der Universitätsbibliothek J. C. Senckenberg in Frankfurt am Main. In: Christiane Caemmerer (Hrsg.): Flugblätter von der frühen Neuzeit bis zur Gegenwart als kulturhistorische Quellen und bibliothekarische Sondermaterialien. Lang, Frankfurt/M. 2010, S. 117–126, ISBN 978-3-631-56122-5.
- Albert Schmidt, Otto Intze und die Bergischen Talsperren. In: Walter Buschmann (Hrsg.): Industriekultur. Düsseldorf und das Bergische Land. Klartext Verlag, Essen 2016, S. 53–64. ISBN 978-3-8375-1565-7.